# یواس‌اس بونیتا (اس‌اس-۱۶۵)
یواس‌اس بونیتا (اس‌اس-۱۶۵) (به انگلیسی: USS Bonita (SS-165)) یک زیردریایی بود که طول آن ۳۴۱ فوت ۶ اینچ (۱۰۴٫۰۹ متر) بود. این زیردریایی در سال ۱۹۲۵ ساخته شد.